# Йото Курташев
Йото Стойчев Курташев (Стефан) е деец на БРП (к). Участник в комунистическото съпротивително движение по време на Втората световна война. Български партизанин от Народна бойна дружина „Чавдар“ и Партизански отряд „Христо Кърпачев“.

## Биография
Йото Курташев е роден на 25 октомври 1911 г. в с. Угърчин, Ловешко. Учи в родното си село. През 1933 г. отбива военната си служба в гр. Оряхово. За нелегална дейност като военнослужещ е осъден на 10 години затвор по ЗЗД (1933). Освободен е през 1939 г.
Участва в комунистическото съпротивително движение по време на Втората световна война. Преминава в нелегалност и е партизанин и политкомисар на Народна бойна дружина „Чавдар“ от 3 март 1943 г. Участва във всички бойни акции.
На 23 юли 1943 г. участва в създаването на Единадесета Плевенска въстаническа оперативна зона на НОВА и прегрупирането на Ловешките партизани в Партизански отряд „Христо Кърпачев“. Военен инструктор на Окръжното ръководство на БРП (к), гр. Плевен.
Загива на 8 януари 1944 г. при сражение с армейски и жандармерийски подразделения в местността „Мирьова река“ край с. Радювене, Ловешко.